# Franciscaines de l'Immaculée de Pietradefusi
Les Franciscaines de l'Immaculée (en latin : Sororum Franciscalium Immaculatinarum) est une congrégation religieuse féminine hospitalière et enseignante de droit pontifical. 

## Histoire
Après avoir reçu les approbations du ministre provincial des capucins et de l'archevêque de Bénévent, la congrégation est fondée le 8 décembre 1881 à Pietradefusi par le capucin Ludovic Acernese (1835-1926). Le fondateur avait d'abord songé à placer la bienheureuse Thérèse Manganiello (1849-1876) à la tête de la nouvelle famille religieuse mais elle décède à 27 ans avant la fondation. Malgré cela, les Sœurs Franciscaines la considèrent comme leur mère spirituelle. 
Les premières sœurs ouvrent une école et un internat à Pietradefusi ; la communauté est approuvée le 8 décembre 1945 comme institut religieux de droit diocésain par Augustin Mancinelli, archevêque de Bénévent. Entre la première et la seconde guerre mondiale, les franciscaines se répandent dans diverses régions d'Italie. En 1950, elles ouvrent leurs premières missions au Brésil. 
L'institut est agrégé aux Frères mineurs capucins le 2 avril 1947 et reçoit le décret de louange le 18 mars 1950.

## Activités et diffusion
Les sœurs se consacrent à l'enseignement de la jeunesse et aux soins des orphelins.
Elles sont présentes en:
- Europe : Italie.
- Amérique : Brésil, États-Unis.
- Asie : Inde, Indonésie, Philippines.
- Océanie : Australie.

La maison-mère est à Pietradefusi.
En 2017, la congrégation comptait 208 sœurs dans 29 maisons.